# Burbidgea

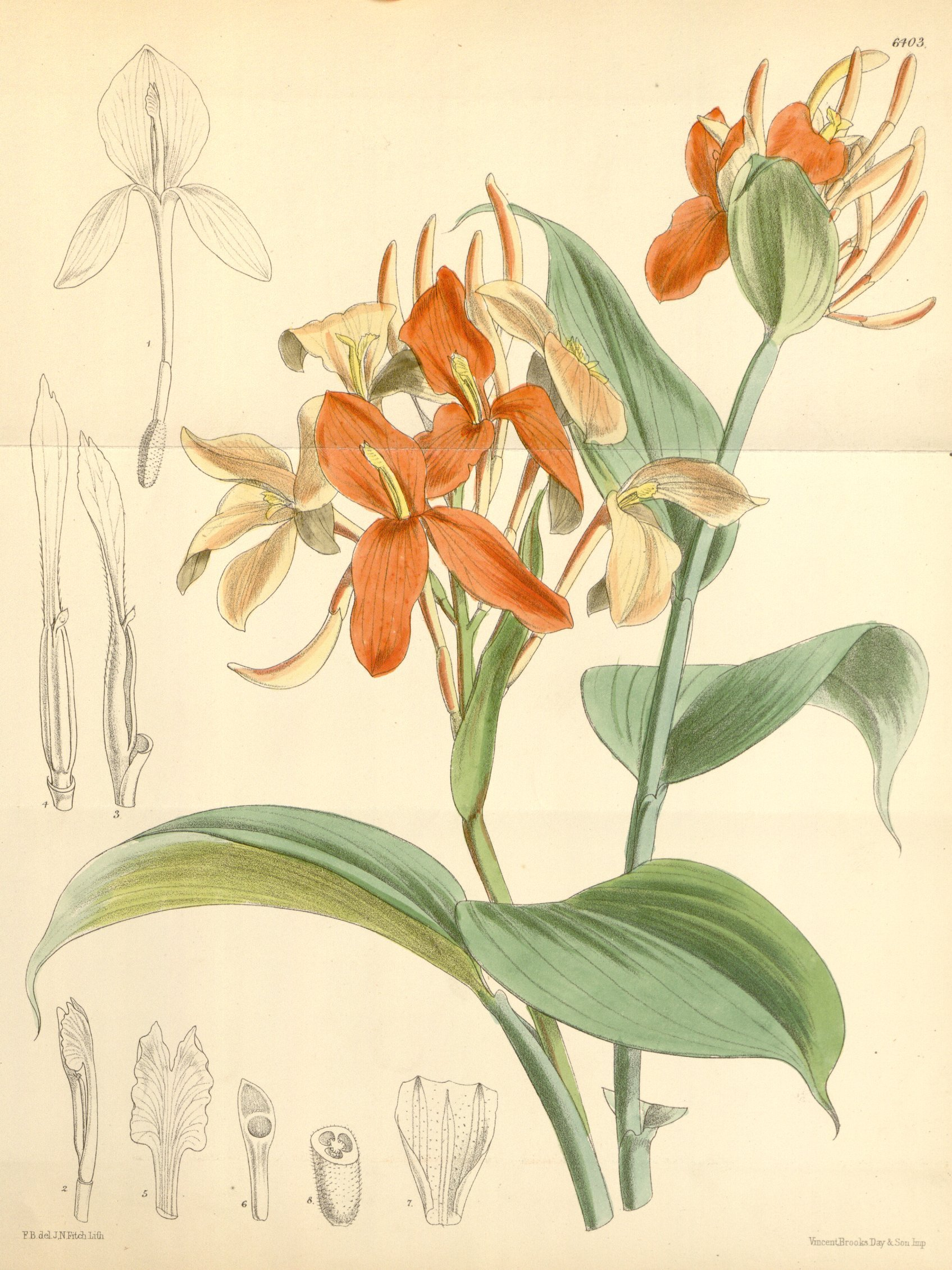
Originální ilustrace Burbidgea nitida z roku 1879

Burbidgea (Burbidgea) je rod rostlin z čeledi zázvorníkovité. Jsou to nevelké, vytrvalé, pozemní nebo i epifytické byliny s olistěnými nepravými stonky a nápadnými oranžovými květy ve vrcholových květenstvích. Plodem je tobolka.
Rod zahrnuje 5 druhů a je rozšířen výhradně na Borneu, kde roste v podrostu tropických deštných lesů.

## Popis
Burbidgey jsou nevelké vytrvalé byliny s olistěnými nepravými stonky tvořenými bázemi listů, a s dužnatými oddenky. Rostou buď na zemi nebo jako epifyty. Květenství vyrůstá na vrcholu nepravého stonku. Květy jsou jednolitě oranžové, bez kresby. Kalich je trubkovitý, na vrcholu dvoulaločný. Koruna s dlouhou trubkou, vyčnívající z kalicha, a dobře vyvinutými laloky. Pysk je redukovaný, úzký, kratší než korunní laloky a vzpřímený proti tyčince. Plodem je úzká tobolka připomínající šešuli.

## Rozšíření
Rod zahrnuje 5 druhů, které jsou všechny endemity Bornea. Druh Burbidgea nitida roste na zastíněných stanovištích v podrostu tropického deštného lesa na severozápadě ostrova. Podle původního popisu zde nejlépe prospívá na vlhkých skalách, pokrytých rostlinným opadem.

## Taxonomie
Rod Burbidgea je v rámci čeledi Zingiberaceae řazen do podčeledi Alpinioideae a tribu Riedelieae. Jedná se o malý tribus, který zahrnuje ještě rody Pleuranthodium, Riedelia a Siamanthus.

## Zástupci
- burbidgea lesklá (Burbidgea nitida)[7]

## Význam

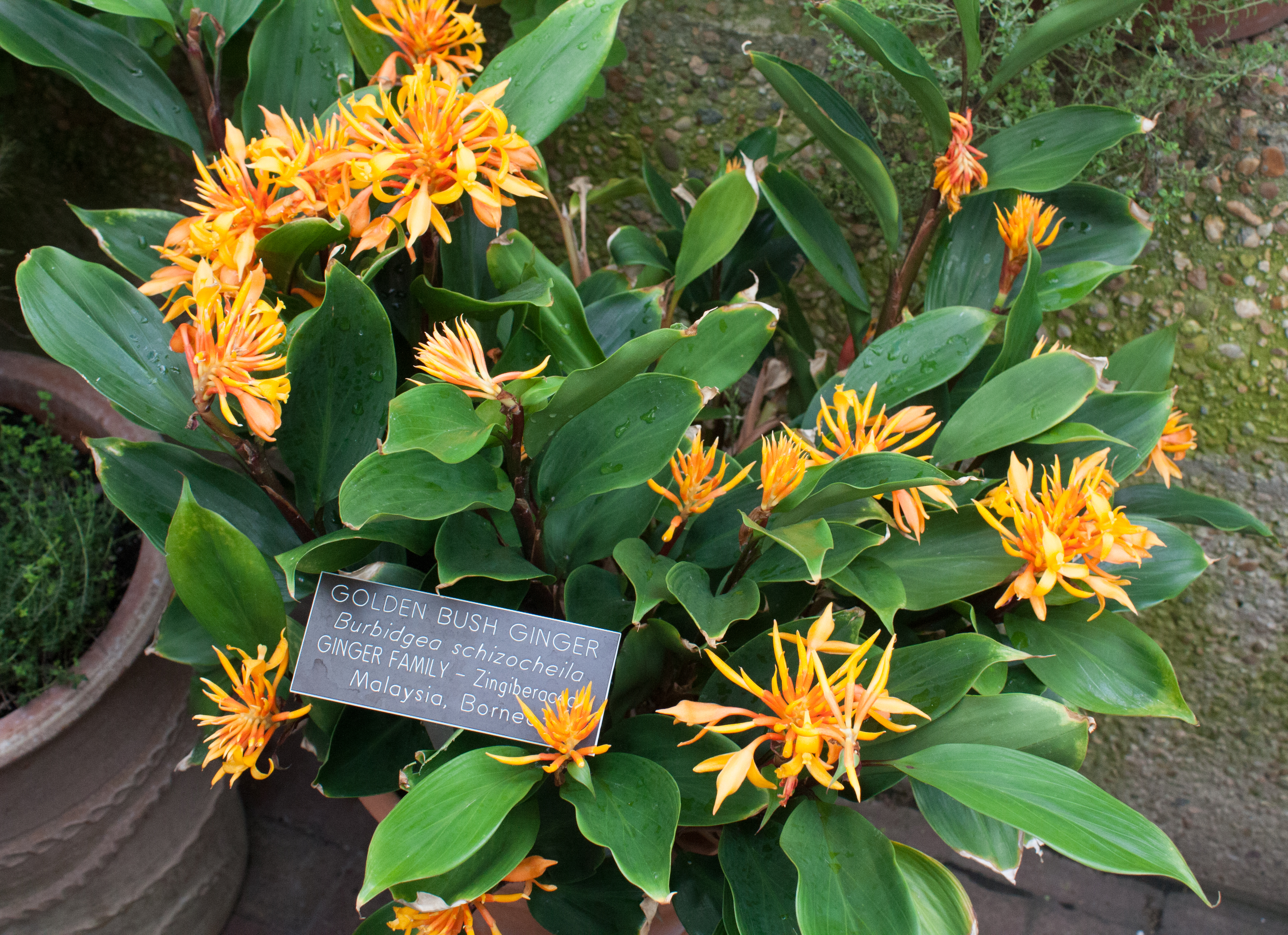
Burbidgea schizocheila v botanické zahradě ve Washingtonu

Burbidgey mají potenciál jako okrasné pokojové rostliny. Lze je pěstovat v květináčích v teplém prostředí. Vyžadují rovnoměrnou závlahu a dobře odvodněnou, humózní a minerálně bohatou půdu. Je třeba jim zajistit polostinné až stinné stanoviště s rozptýleným světlem, nesnášejí přímý sluneční svit.
Lze se s nimi vzácně setkat i ve sklenících botanických zahrad. Několik taxonů je uváděno ze sbírek Pražské botanické zahrady v Tróji.